# Emma (roman)
Emma är en roman av Jane Austen som först publicerades 1816. Den handlar om faran med att missförstå romanser. Som i sina andra romaner utforskar Austen förnäma kvinnors bekymmer och svårigheter i georgianska England. Hon skapar även en livlig restaurationskomedi bland sina romanfigurer.
Innan Austen började skriva romanen skrev hon att "jag kommer att skapa en hjältinna som ingen förutom jag själv kommer tycka om mycket." I den första meningen introducerar hon huvudfiguren, som även förärats bokens titel, som "Emma Woodhouse, handsome, clever, and rich." Emma är dock även ganska bortskämd; hon överskattar sin egen förmåga att para ihop folk ordentligt, och hon blundar för farorna med att blanda sig i andra människors liv, samt har ofta fel om vad det andra gör egentligen betyder.

## Handling
Bokens protagonist är Miss Emma Woodhouse, 21, som bor tillsammans med sin far, Mr Woodhouse, i ett stort hus som kallas Hartfield i Highbury, England. Historien börjar med att hennes före detta guvernant Miss Taylor gifter sig med en man vid namn Mr Weston, varpå Miss Taylor lämnar Hartfield. Emma älskar att smida äktenskapsplaner för dem hon känner och att försöka få dem att gifta sig med varandra. Själv har hon inte en tanke på att gifta sig. Alla älskar henne för hennes gentila natur, och det är endast hennes mycket närstående manliga vän Mr Knightley som kan se även hennes svagheter.
I ensamheten efter Miss Taylor tar Emma den föräldralösa Harriet Smith under sin vinge, och bestämmer sig för att hitta henne en man. Men när en bonde vid namn Mr Martin förälskar sig i Harriet blir Emma förskräckt, trots att Mr Martin är både klok och kompetent. Ska hon behöva röra sig i de kretsarna för att träffa sin vän? Hon övertalar Harriet Smith att avslå Mr Martins frieri, även om Harriet var mycket intresserad av honom. Emmas giftermålsplaner fortsätter då hon hittar en partner hon tycker är värdig åt Harriet Smith, nämligen den gemensamma vännen Mr Elton. Men det visar sig att han har känslor för någon annan, nämligen Emma själv, då han kysser henne i en hästvagn, varpå Emma inser att hon har skämt ut både sig själv och sina vänner, och hon bestämmer sig för att aldrig ta till äktenskapsmakeri igen. Mr Elton blir sårad, lämnar staden och åker till Bath, och återvänder sedan, nu förlovad med en annan.
Mr Westons son Frank Churchill väntas komma och hälsa på i Highbury. Han har uppfostrats av sin moster och morbror i London, och har även blivit deras arvinge. Emma vet ingenting om Frank, som länge inte har kunnat besöka sin far på grund av sin mosters sjukdomar och klagomål. Mr. Knightley blir omedelbart misstänksam mot den unge mannen, särskilt då Frank återvänder till London enbart för att klippa håret. Emma, däremot, finner Frank mycket tillfredsställande, och upptäcker att hans charm riktas huvudsakligen mot henne. Även om hon planerar att bekämpa dessa närmanden finner hon sig själv smickrad och de flörtar båda med varandra. Jane Fairfax anländer även hon till staden, men Emma är mindre entusiastisk till henne. Jane är vacker och fulländad, men Emma tycker inte om henne på grund av hennes tillbakadragenhet, och, som berättaren insinuerar, på grund av att hon är avundsjuk på Jane.
Misstänksamhet, intriger och missförstånd blir följden. Mr Knightley försvarar Jane, som menar att hon förtjänar medlidande, då hon till skillnad från Emma inte har någon egen förmögenhet och snart måste börja arbeta som guvernant. Mrs Weston (Emmas tidigare guvernant) misstänker att Mr Knightleys varma försvar av Jane är på grund av romantiska känslor, något som Emma motsätter sig.
Men när den charmerande Mr Churchill kommer till staden blir hon osäker. Kanske kan han vara en perfekt partner åt Harriet Smith, eller till och med till henne själv. Men ännu en gång har hon fel, då Mr. Churchill är hemligt förlovad med Emmas rival Jane Fairfax. Men det visar sig att Emma missförstått Harriet Smiths kärlek, och att den inte är riktad mot Mr Churchill, utan mot Mr Knightley. Alla antar att Frank och Emma är kära i varandra, även om Emma snart avfärdar Frank som potentiell friare, och föreställer sig att han och Harriet skulle passa. På en byfest får Mr Knightley Emmas gillande då han erbjuder sig att dansa med Harriet, som just har förödmjukats av Mr Elton och hans nya fru. Följande dag räddar Frank Harriet från zigenska tiggare. När Harriet berättar för Emma att hon har förälskat sig i en man över sitt sociala stånd tror Emma att hon menar Frank. Mr Knightley börjar ana att Frank och Jane har en hemlig överenskommelse, och han försöker varna Emma, som skrattar åt Mr Knightleys förslag och förlorar hans gillande när hon flörtar med Frank och förolämpar Miss Bates, en godhjärtad ogift kvinna och Janes moster, på en picknick. När Mr Knightley tillrättavisar Emma börjar hon gråta.
Nyheten att Franks moster har dött sprider sig, och denna händelse banar vägen för ett oförväntat avslöjande som långsamt löser många mysterier. Frank och Jane har varit hemligt förlovade. Hans uppmärksamhet för Emma har varit en ridå för att gömma sin sanna kärlek. När mostern dör och hans morbror ger sitt bifall kan Frank till slut gifta sig med Jane, som han älskar. Emma är orolig för att Harriet kommer att bli deprimerad, men hon upptäcker snart att det är Mr Knightley, och inte Frank, som Harriet har varit förälskad i. Harriet tror att Mr Knightley delar hennes känslor. Emma upprörs av Harriets avslöjande, och påfrestningen får henne att inse att hon är förälskad i Mr Knightley. Emma förväntar sig att Mr Knightley skall förkunna sin kärlek till Harriet för Emma, men till sin förtjusning förkunnar Mr Knightley sin kärlek till Emma. Harriet lisas av ett andra frieri från Mr Martin, som hon nu accepterar. Romanen avslutas med Harriet och Mr Martins samt Emmas och Mr Knightleys bröllop, vilket avgör frågan av vem som till slut älskar vem.
Det finns många komiska bipersoner i romanen, som Miss Bates (Jane Fairfax pratsamma moster), den inbilske och pompöse Mr Elton och Mr Woodhouse, Emmas sjuklige och ängslige far, som uppriktigt tycker synd om Miss Taylor som inte längre får bo på Hartfield.

## Huvudfigurer
- Emma Woodhouse, berättelsens protagonist, är en vacker, livlig, intelligent och ganska bortskämd ung kvinna i tjugoårsåldern. Hennes mor dog när hon var väldigt ung, och hon har varit husets härskarinna sedan dess, speciellt sedan hennes äldre syster gift sig. Trots att hon är intelligent har hon inte disciplin nog att utöva eller studera något ordentligt. Hon porträtteras som väldigt barmhärtig mot de fattiga, men har samtidigt en stark känsla för klass. Hennes kärlek till, och tålamod med, sin hypokondriska fader är även noterbar. Medan hon på många sätt är mogen för sin ålder gör Emma några allvarliga misstag, huvudsakligen på grund av sin övertygelse om att hon alltid har rätt och sin brist på världserfarenhet. Även om hon har sagt att hon aldrig kommer gifta sig gillar hon att para ihop andra. Hon verkar inte kunna bli kär i andra, förrän avundsjuka får henne att inse att hon alltid har varit förälskad i Mr Knightley.

- George Knightley är en ungefär 37 år gammal man[2] som är Emmas nära vän, och hennes enda kritiker, även om han bryr sig väldigt mycket om henne. Mr Knightley äger granngodset Donwell Abbey, som har stora marker och en bondgård. Han är Mr John Knightleys äldre broder, som är Emmas äldre syster Isabellas man. Mr Knightley är arg på Emma för att ha fått Harriet att neka Mr Martins frieri, då han tror att fördelen ligger på Harriets sida. Han varnar även Emma för att para ihop Harriet med Mr Elton, som korrekt gissar att Mr Elton har en högre åsikt om sig själv. Han är misstänksam mot Frank Churchill och hans motiv. Även om hans misstanke huvudsakligen visar sig vara baserad på avundsjuka på den yngre mannen visar sig hans instinkter vara sanna då det avslöjas att Frank Churchill inte är allt vad han verkar.

- Mr Frank Churchill, som är Mr Westons son genom tidigare giftermål, är en älskvärd ung man som är älskad av alla utom Mr Knightley, som tycker att han är omogen, även om detta delvis är ett resultat av hans avundsjuka till Franks antagna "förföljelse" av Emma. Efter hans moders död uppfostrades han av sin förmögna moster och morbror, vilkas efternamn han tog. Frank gillar dans och musik och att leva livet fullt ut. Frank kan ses som en sorglös men mindre skurkaktig version av karaktärer från andra Austen-romaner som Mr Wickham från Stolthet och fördom eller Willoughby från Förnuft och känsla.

- Jane Fairfax är ett föräldralöst barn, vars enda familj består av en moster, Miss Bates, och en mormor, Mrs Bates. Hon anses vara väldigt vacker, smart och elegant, med bästa uppförande, samt välutbildad och musikaliskt begåvad. Hon är faktiskt den enda person, som Emma avundas. Men hon är inte rik och verkar vara förutbestämd att bli en guvernant, vilket hon ogillar.

- Harriet Smith, Emmas unga vän, är en väldigt söt men enkel flicka, som för lätt leds av andra, speciellt Emma. Hon har utbildats på en närliggande skola. Till en början verkar hon vara oäkta dotter till okända föräldrar, men det visar sig i sista kapitlet att hon är dotter till en ganska rik handelsman, dock inte en "gentleman". Emma tar Harriet under sina vingar tidigt i boken, och hon utsätts för några av Emmas missledda ihopparningsförsök. Först avvisar Harriet ett frieri från bonden Robert Martin, då Emma tror att han är underlägsen henne, trots Harriets egna tvivel. Hon förälskar sig därefter i Mr Knightley, vilket får Emma att inse sina egna känslor. Till slut gifter sig Harriet och Mr Martin, trots Emmas inblandning. Den nu visare Emma bifaller giftermålet.

- Philip Elton är en ung kyrkoherde med bra utseende, fint skick och stor ambition. Emma vill att han och Harriet gifter sig, medan han dock vill gifta sig med Emma. Mr Elton visar sin egennyttiga natur genom att snabbt gifta sig med en annan kvinna efter Emmas avvisande.

- Augusta Elton, tidigare Miss Hawkins, är Mr Eltons förmögna men avskyvärda fru. Hon är en skrytande, dominerande, pretentiös kvinna som gillar att vara i centrum men som är allmänt illa omtyckt av Emma och hennes umgängeskrets.

- Mrs Anne Weston, tidigare Miss Taylor, var Emmas guvernant i sexton år, och är fortfarande hennes närmsta vän och rådgivare, efter att ha gift sig med Mr Weston i det inledande kapitlet. Hon är en förnuftig kvinna som avgudar och idoliserar Emma.

- Mr Weston är en ganska förmögen man som bor granne med Hartfield. Han gifter sig med Emmas förra guvernant Miss Taylor, och är genom sitt första giftermål fader till Frank Churchill, som adopterades och uppfostrades av hans förra frus bror och svägerska. Mr Weston är en gladlynt, optimistisk man som gillar sällskap.

- Miss Bates är en vänlig snacksalig ogift kvinna vars mor, Mrs Bates, är en vän till Mr Woodhouse. Miss Bates systerdotter, Jane Fairfax, är hennes ögonsten. Emma förödmjukar henne en dag på en picknick på landsbygden, då hon vasst påpekar hennes tröttsamma långrandighet. Mr Knightley tillrättavisar strängt Emma efteråt, och den skamfulla Emma försöker gottgöra.

- Henry Woodhouse är Emmas far, och alltid orolig för sin egen hälsa och komfort, och till den grad att det inte krockar med hans egna, så är han även orolig för sina vänners hälsa och komfort. Han är en sjukling, och antar att många saker är farliga för hälsan, och är allmänt en svårhanterbar person då han alltid tjafsar om obetydliga saker som stör honom och som han antar måste störa även alla andra, till den grad att han försöker övertyga besökare att tacka nej till mat som han tycker är för kraftig. Han begråter att "stackars Isabella" och framförallt "stackars Miss Taylor" har gift sig och tagits ifrån honom, för då han är olycklig över att de är borta, antar han att de måste vara ledsna med; han ogillar förändringar över huvud taget, och vigsel är en slags förändring.

- Isabella Knightley (född Woodhouse) är Emmas äldre syster och Henrys dotter. Hon är gift med John Knightley, och tillbringar mycket av sin tid hemma med sina fem barn (Henry, John, Bella, Emma och George).

- John Knightley är Isabellas man och Georges yngre broder. Han är en gammal vän till Jane Fairfax. Han tillfredsställer sin familjs önskningar om besök och semestrar, även om han skulle föredra att stanna hemma, speciellt om vädret inte är perfekt.

## Kritik
Tidiga recensioner av Emma var i allmänhet positiva, men kritik om att den saknade handling förekom. John Murray påpekade att den saknade "händelser och romantik". Maria Edgeworth, som skrev Belinda, som Austen hade skickat en gratiskopia, skrev:
| ” | den hade ingen berättelse, bortsett från att Emma fann att mannen som hon hade utsett till Harriets älskare beundrade henne själv - och han förolämpades av att nekas av Emma och att Harriet bar sorgen - och slät, tunn, vattnig välling är enligt Emmas fars åsikt något väldigt bra och det är väldigt svårt för en kock att förstå vad du menar med slät, tunn, vattnig välling!! | „ |

## Teman
Emma Woodhouse är Austens första hjältinna utan ekonomiska problem, vilket, såsom Emma förklarar för den naiva Miss Smith, är anledningen till att hon aldrig tänker gifta sig. Detta utgör en stor skillnad gentemot Austens andra romaner, där sökandet efter giftermål och finansiell säkerhet ofta är viktiga teman. Emmas stora ekonomiska resurser sätter henne i en mycket mer privilegierad position än hjältinnorna i Austens tidigare verk, som Förnuft och känsla och Stolthet och fördom. Jane Fairfax utsikter är betydligt blekare. 
Till skillnad från Austens andra hjältinnor verkar Emma immun mot romantisk attraktion. Till skillnad från Marianne Dashwood i Förnuft och känsla, som attraheras till fel man innan hon gifter sig med rätt, visar Emma inga romantiska intressen för de män hon möter. Hon blir genuint överraskad (och något äcklad) när Mr Elton förkunnar sin kärlek till henne - till stor del på samma sätt som Elizabeth Bennet i Stolthet och fördom reagerar mot den underdånige Mr Collins. Hennes tycke för Frank Churchill representerar mer en längtan till drama i sitt liv än en längtan efter romantisk kärlek. Det är värt att notera att Emma totalt misslyckas med att förstå den spirande tillgivenheten mellan Harriet Smith och Robert Martin. Hon tolkar det framtida mäkleriet enbart i termer av ekonomiska överenskommelser och sociala ambitioner. Det är enbart efter att Harriet Smith avslöjar sitt intresse för Mr Knightley som Emma inser sina egna känslor för honom.
Medan Emma skiljer sig kraftigt från Austens andra hjältinnor på dessa två sätt liknar hon Elizabeth Bennet och Anne Elliot, bland andra, på andra sätt: hon är en intelligent ung kvinna med för lite att göra och ingen vilja att ändra boplats eller dagliga rutiner. Även om hennes familj älskar henne och hennes ekonomiska tillstånd är stabilt är Emmas vardagsliv blekt. Hon har få vänner i sin egen ålder när romanen börjar. Hennes bestämda, om än oskickliga, äktenskapsmäkleri kan representera en stum protest mot det smala omfånget i en förmögen kvinnas liv, speciellt för ensamstående barnlösa kvinnor.

## Adaptioner
Emma har upptagits i många varianter:
- 1948 - Emma, tv-pjäs med Judy Campbell i titelrollen.
- 1960 - Emma, TV-serie av BBC i sex avsnitt med Diana Fairfax som Emma.
- 1972 - Emma (BBC), Doran Godwin som Emma samt med John Carson.
- 1995 - Clueless, film som är löst baserad på romanen, av Amy Heckerling, med Alicia Silverstone som Cher Horowitz (Emma).
- 1996 - Emma, med Gwyneth Paltrow som Emma, samt Jeremy Northam, Ewan McGregor och Sophie Thompson.
- 1996 - Emma, drama med Kate Beckinsale som Emma samt med Mark Strong.
- 2009 - Emma (BBC), med Romola Garai som Emma.[5]
- 2010 - Aisha, med Sonam Kapoor som Aisha (Emma – Hindispråkig version), av Rhea Kapoor
- 2011 - Jane Austen's Emma: A Romantic Musical Comedy presenterad av Old Globe Theatre i San Diego. Bok, musik och texter av Paul Gordon och regisserad av Jeff Calhoun.[6]
- 2020 - Emma, med Anya Taylor-Joy som Emma och Johnny Flynn som Mr Knightley.

## Översättning och svenska utgåvor
- 1857, ”Emma: eller talangen att uppgöra partier för sina vänner”, okänd översättare

Emma har översatts till svenska av Sonja Bergvall och kommit i flera svenska utgåvor i denna översättning.
- 1956 Första svenska utgåvan i två volymer
- 1981 Utgåva i två volymer
- 1993 Första svenska utgåvan i en volym
- 1996 Utgåva i en volym
- 1997 Pocketutgåva
- 1998 Ny utgåva
- 2010 Ny översättning av Rose-Marie Nielsen